# Attalus
Attalus (3. století? – 3. století?) byl králem germánského kmene Markomanů po roce 250. Během jeho vlády vedl boje s vojsky římského císaře Galliena.
V roce 254 pod jeho velením Markomani napadli římskou provincii Panonii a pronikli hluboko do Římské říše. V roce 258 Markomani znovu hrozili napadením Panonie, tato hrozba vedla k jednání Attala s římským vojevůdcem Aureolem. Aureolus při jednání dosáhl dohody v niž se Attalus zavázal chránit severní úsek Limes Romanus, výměnou za pruh země v Pannonii Superior, k tomu si římský císař Gallienus vzal Attalovu dceru Piparu jako svou konkubínu. Gallienus byl Pipou okouzlen a kvůli ní si údajně dokonce odbarvoval vlasy.